# Ars Fennica-priset

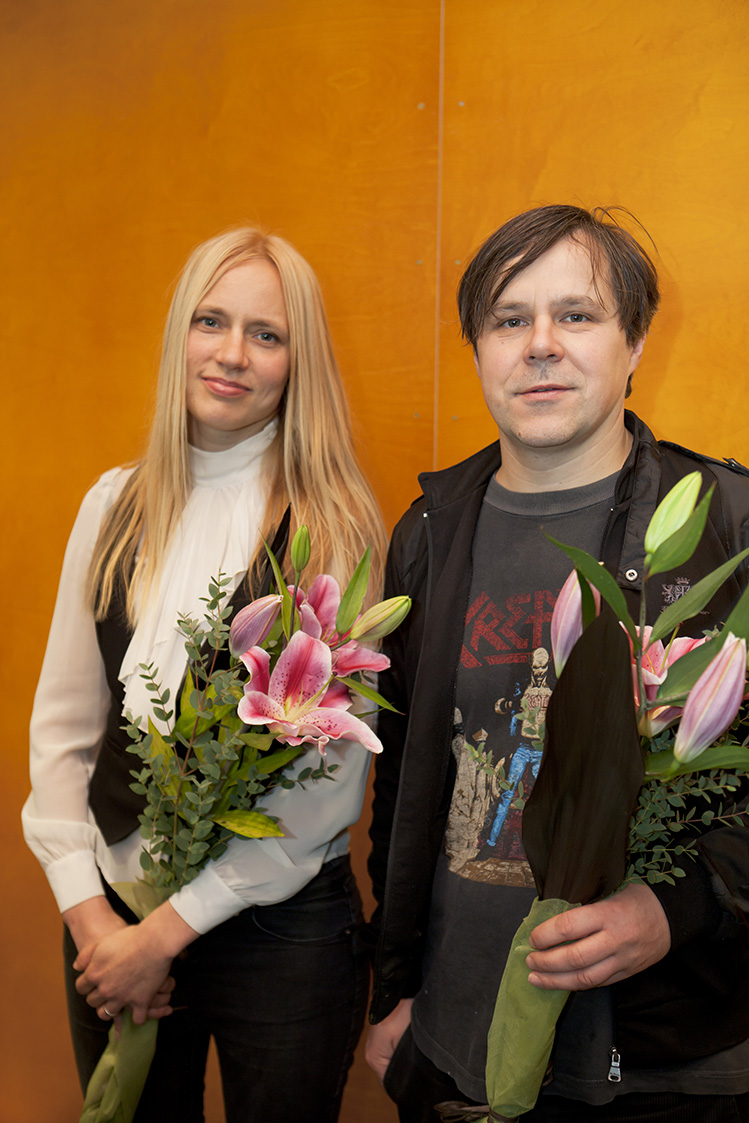
2014 års pristagare Tellervo Kalleinen och Oliver Kochta-Kalleinen

Ars Fennica-priset (finska: Ars Fennica-palkinto) är ett finländskt konstpris. Det delas ut sedan 1991 och uppgår till 40 000 euro.
Priset delas ut av Henna och Pertti Niemistös Bildkonststiftelse Ars Fennica, vilken grundades 1990 i syfte "att främja bildkonsten, att skapa nya internationella kontakter för den finländska konsten och att stimulera bildkonstnärer i deras skapande arbete".
Ars Fennicaprisets jury nominerar kandidater och en för varje år särskilt utsedd utländsk konstexpert utser pristagaren bland dessa. Kandidaterna har varit från Finland, övriga Norden, Baltikum och Sankt Petersburg-området. 

## Pristagare
- 1991 Maaria Wirkkala
- 1992 Johan Scott
- 1993 Per Kirkeby
- 1994 Olegs Tillbergs, samt ett stipendium till en ung konstnär till Jari Kylli
- 1995 Inget pris utdelades
- 1996 Silja Rantanen, samt stipendium till Juho Karjalainen
- 1997 Pauno Pohjolainen
- 1998 Peter Frie
- 1999 Markus Copper
- 2000 Hreinn Friðfinnsson
- 2001 Heli Hiltunen
- 2002 Heli Rekula
- 2003 Anu Tuominen, samt pris för livslångt arbete till Harry Kivijärvi
- 2004 Kimmo Schroderus
- 2005 Roi Vaara
- 2006 Pris för livslångt arbete till Ilkka Juhani Takalo-Eskola
- 2007 Markus Kåhre
- 2008 Mark Raidpere
- 2009 Jussi Kivi
- 2010 Charles Sandison
- 2011 Anssi Kasitonni
- 2012 Inget pris utdelades
- 2013 Jeppe Hein
- 2014 Konstnärsparet Tellervo Kalleinen och Oliver Kochta-Kalleinen
- 2015 Mika Taanila
- 2017 Kari Vehosalo
- 2019 Ragnar Kjartansson
- 2021 Eija-Liisa Ahtila